# Honosítás (személy)
Honosításnak nevezzük egy idegen állampolgárságú személy adott állam által, saját állampolgárként, illetve honosított állampolgárként történő elismerését. A honosítás történhet kérelemre, indítvány útján, vagy törvényi, rendeleti úton is. Amennyiben törvényi, vagy rendeleti úton történik a honosítás, úgy az adott személynek nincs különösebb tennivalója ez ügyben. A folyamat országonként eltérő elemekből és kritériumok teljesítéséből áll, de rendszerint ünnepélyes eskütétellel zárul, mely során a honosított állampolgár esküt tesz arra, hogy az adott ország állampolgáraként betartja annak törvényeit és egyúttal aláírja az erről szóló hivatalos okiratot, melyet hűségeskünek neveznek. Az eskütételt megelőzheti egy vizsga is, mely során a leendő polgár számot kell adjon az adott ország történelmének, hagyományainak és hivatalos nyelvének ismeretéről. Számos esetben az adott állam csak akkor hajlandó elismerni új állampolgárát, ha az nyilatkozatban lemond korábbi állampolgárságairól.
Az első világháború következtében nagyobb tömegek váltak hontalanná és állampolgárság nélkülivé, amelyet néhány esetben törvényi úton oldottak meg, amikor is nagyobb embercsoportok tömegesen lettek egy-egy adott állam polgárai.